# اس‌وی استل
اس‌وی استل (به انگلیسی: SV Estelle) یک کشتی است که طول آن ۴۲ متر (۱۳۸ فوت) می‌باشد.